# Tạ
Trong khoa đo lường, tạ là đơn vị đo khối lượng thuộc hệ đo lường cổ Việt Nam, hiện nay tương đương với 100 kilôgam, được sử dụng trong giao dịch đời thường ở Việt Nam.
Thời Pháp thuộc thì một tạ có trọng lượng thay đổi tùy theo mặt hàng. Một tạ gạo được ấn định là 100 ký trong khi một tạ thóc là 68 ký và một tạ than là 60 ký.
Một tạ cũng bằng 1/10 tấn, 10 yến và bằng 100 cân.
Theo , trước kia, giá trị của tạ trong hệ đo lường cổ của Việt Nam là 60,45 kg.
Đến đầu thế kỉ 21, một số vùng ở Việt Nam vẫn dùng đơn vị tạ với giá trị bằng 60 kg.